# 8516 Hyakkai
8516 Hyakkai eller 1991 TW1 är en asteroid i huvudbältet som upptäcktes den 13 oktober 1991 av de båda japanska astronomerna Tsutomu Hioki och Shuji Hayakawa i Okutama. Den är uppkallad efter Masaaki Hyakkai.
Den tillhör asteroidgruppen Merxia.